# Mulga (Alabama)
Mulga és una població dels Estats Units a l'estat d'Alabama. Segons el cens del 2000 tenia 973 habitants.

## Demografia
Segons el cens del 2000, Mulga tenia 973 habitants, 390 habitatges, i 276 famílies. La densitat de població era de 615,9 habitants/km².
Dels 390 habitatges en un 32,8% hi vivien nens de menys de 18 anys, en un 51% hi vivien parelles casades, en un 16,4% dones solteres, i en un 29,2% no eren unitats familiars. En el 27,2% dels habitatges hi vivien persones soles el 17,2% de les quals corresponia a persones de 65 anys o més que vivien soles. El nombre mitjà de persones vivint en cada habitatge era de 2,49 i el nombre mitjà de persones que vivien en cada família era de 3,04.
Per edats la població es repartia de la següent manera: un 24,4% tenia menys de 18 anys, un 9,4% entre 18 i 24, un 28,1% entre 25 i 44, un 21,4% de 45 a 60 i un 16,9% 65 anys o més.
L'edat mitjana era de 37 anys. Per cada 100 dones hi havia 85,7 homes. Per cada 100 dones de 18 o més anys hi havia 79,1 homes.
La renda mitjana per habitatge era de 36.500 $ i la renda mitjana per família de 41.382 $. Els homes tenien una renda mitjana de 31.438 $ mentre que les dones 23.750 $. La renda per capita de la població era de 16.622 $. Aproximadament el 8,6% de les famílies i el 10,8% de la població estaven per davall del llindar de pobresa.

## Poblacions properes
El següent diagrama mostra les poblacions més properes.